# Pratica basata sulle evidenze
La pratica basata sulle evidenze o prove d'efficacia (in inglese Evidence–based practice o EBP) è un approccio nato dall'idea che le pratiche professionali dovrebbero essere basate su evidenze scientifiche, cioè su risultati ottenuti tramite esperimenti. 
Le pratiche basate su evidenza, dopo un'introduzione formale della medicina evidence-based nel 1992, si diffuse inizialmente in ambito clinico come medicina basata sulle evidenze (evidence-based medicine o EBM) ma successivamente si diffuse anche in altri campi, come l'infermieristica (evidence-based nursing), la psicologia, l'odontoiatria, la fisioterapia e l'educazione (evidence-based education o EBE), nelle scienze tecnico-radiologiche ed in altri campi.
I suoi principi fondamentali sono che tutte le decisioni che riguardano la pratica professionale dovrebbero essere prese sulla base di studi di ricerca, selezionati e interpretati secondo gli specifici criteri del EBP. Tali criteri escludono la considerazione di studi teorici e di studi qualitativi, considerando invece gli studi quantitativi selezionati in base all'efficacia della prova. Da un punto di vista formale, se non vengono applicati precisi criteri metodologici di inclusione ed esclusione, è più opportuno parlare di pratica basata sulla ricerca.
La pratica basata sulle evidenze “implica prendere decisioni per la promozione della salute o sulla cura integrando le migliori evidenze disponibili con l'esperienza professionale, le caratteristiche, lo stato, i bisogni, i valori e le preferenze dei pazienti che siano compatibili con il contesto ambientale e organizzativo. Le evidenze (o prove d'efficacia) sono costituite dai risultati della ricerca che derivano dalla raccolta sistematica di dati attraverso l'osservazione e la sperimentazione, sulla formulazione di quesiti e sulla convalida delle ipotesi".
I trattamenti empirici sono definiti invece come “trattamenti specifici che si sono dimostrati efficaci in una ricerca controllata in una ben specifica popolazione di riferimento”.

## EBP e la storia della medicina e dell'educazione
Negli Stati Uniti negli ultimi anni organizzazioni professionali quali l'American Psychological Association, l'American Occupational Therapy Association, l'American Nurses Association e l'American Physical Therapy Association hanno fortemente raccomandato ai loro membri di svolgere ricerche per fornire prove di efficacia che sostengano o rifiutino l'uso di specifici interventi. Le associazioni equivalenti canadesi hanno fatto lo stesso. Medesime pressioni nei confronti dell'EBP sono giunte anche dalle compagnie assicurative pubbliche e private che in alcuni casi hanno perfino rifiutato di coprire le spese dovute alle conseguenze di pratiche cliniche prive di evidenze a sostenerne l'effettiva utilità.
In passato vi sono stati periodi nei quali discipline come la medicina, la psicologia, la psichiatria, la riabilitazione e più recentemente anche la radiologia, fruivano di pratiche professionali interamente basate su "tradizioni" tramandate per generazioni ai praticanti, prive però di prove scientifiche valide che ne giustificassero l'adozione.
In nord America e Canada questa situazione ha permesso a millantatori privi di qualsiasi formazione specifica di esercitare per profitto. Con la diffusione ed il riconoscimento del metodo scientifico come strumento di convalida, si è reso necessario escogitare un modo per eliminare un tale fenomeno, ormai palese, non solo per preservare l'integrità delle discipline interessate (in modo particolare per la medicina) ma anche per proteggere la popolazione dai pericoli di tali “cure e trattamenti”. Inoltre anche dove non vi erano palesi millantatori e si praticavano interventi efficaci, non esistevano criteri utili per identificarli, migliorarli e diffonderli. In Italia si è cercato di porre rimedio a tali fenomeni fin dal medioevo con la creazione di ordini professionali e di leggi mirate alla tutela della popolazione.

## L'attuale livello di diffusione dell'EBP
Le attività principali alla base della medicina basata sulle prove d'efficacia possono essere identificate come:
- Porsi domande ed interrogativi (coltivare il dubbio) sulla pratica professionale che conducono alla sperimentazione scientifica.
- L'osservazione meticolosa, l'elencazione, e l'analisi descrittiva del caso, per esempio, EBSCO di DynaMed.[5]
- Registrare e catalogare delle prove per il recupero sistematico.[6]

Gran parte del merito delle attuali tecniche di EBP appartiene ad Archie Cochrane, un epidemiologo autore del libro Effectiveness and Efficiency: Random Reflections on Health Services. Cochrane ha suggerito che, poiché le risorse sono sempre limitate, dovrebbero essere utilizzate per fornire un'assistenza sanitaria attendibile supportata da studi adeguatamente progettati per essere efficaci. Cochrane sosteneva che la prova più attendibile è quella prodotta dagli studi randomizzati e controllati.
Uno dei motivi principali per cui l'EBP è stata implementata con successo nell'erogazione dei trattamenti sanitari è stata la grande disponibilità di studi che mettono in evidenza come i migliori risultati nella salute dei pazienti si ottengano con l'attitudine ad utilizzare trattamenti basati sull'evidenza scientifica.
Al 2013 viene ormai dato per scontato che i professionisti sanitari debbano essere ben informati e aggiornati al fine di provvedere meglio alla salute dei loro pazienti e mantenersi professionalmente rilevanti.

## Trattamenti basati su prove d'efficacia
L'EBT (dall'inglese Evidence-based treatment) o "trattamenti basati su prove di efficacia" sono un approccio che cerca di specificare il modo in cui i professionisti o altri decisori devono prendere decisioni, identificando le prove a sostegno di uno specifico trattamento e valutando la loro validità scientifica. Il suo obiettivo è quello di eliminare trattamenti malsani o eccessivamente rischiosi a favore di quelli che danno risultati migliori.
L'EBT utilizza vari metodi (ad esempio eseguendo e rendendo disponibili riassunti molto precisi ed accessibili sui risultati della ricerca e educando i vari professionisti ad interpretarli ed applicarli) incoraggiando e, in alcuni casi forzando, professionisti e decisori a prestare maggiore attenzione alle prove d'efficacia in grado di ottimizzare il loro processo decisionale. In caso di applicazione, l'EBT incoraggia i professionisti ad utilizzare le migliori evidenze possibili, cioè le più appropriate informazioni disponibili.

## La pratica basata sulle prove d'efficaciaversusl'intuizione
La pratica basata sulle evidenze implica un processo decisionale coscienzioso e complesso che si basa non solo sulle evidenze disponibili ma anche sulle situazioni, caratteristiche e preferenze del singolo paziente. Essa riconosce che il processo di cura dev'essere individualizzato, in continuo aggiornamento e riguardante anche aree di incertezza e di probabilità.
L'EBP sviluppa linee guida individualizzate sulle migliori pratiche per favorire il miglioramento di ogni pratica professionale. È un approccio filosofico che si contrappone alle regole basate sul “buon senso” del folklore e della tradizione. Tuttavia, nonostante l'entusiasmo dell'ultimo decennio o due, alcuni autori hanno contribuito a ridefinire il concetto in modi che contraddicono, o perlomeno integrano altre dimensioni ai risultati della ricerca. Ad esempio l'EBP presuppone che le decisioni circa un trattamento siano basate sui risultati della ricerca ma integrate con l'esperienza clinica, con i valori etici del singolo paziente e/o della sua famiglia e dalla loro subcultura.
Alcuni ricercatori testano i risultati delle ricerca occupandosi nella fattispecie di verificare se trattamenti o specifiche pratiche abbiano diversa efficacia in funzione delle sottoculture o del tipo di personalità dei pazienti, piuttosto che accettarne ed applicarne passivamente le indicazioni.
Ad esempio, uno studio multicentrico eseguito negli Stati Uniti da parte dell'Istituto nazionale sull'abuso di alcool e l'alcolismo (NIAAA) ha testato se tipi diversi di pazienti con dipendenza da alcol beneficiassero in modo differenziato di tre diversi programmi di trattamento, ai quali sono stati assegnati casualmente. L'idea non era di verificare i trattamenti in sé, ma le corrispondenze degli effetti sui diversi assistiti, e nonostante l'assenza della scelta consapevole dell'assistito (poiché assegnati in modo casuale), ha dato prova dell'assenza di differenze di effetto tra i diversi trattamenti per la maggior parte delle caratteristiche dell'assistito, ad eccezione degli assistiti con elevati livelli di rabbia, sui quali la metanalisi con un "punteggio di 12 su 4" ha dimostrato essere più efficace l'approccio "non conflittuale motivazionale".
Nelle cure infermieristiche le teorie della pratica basata sull'evidenza (evidence-based nursing) stanno diventando sempre più comuni. Gli infermieri laureati sono tenuti a cercare e collaborare con altri infermieri per dimostrare gli aspetti positivi della pratica basata sulle prove d'efficacia. Considerare il modo i cui i risultati di diversi articoli influenzino gli standard di cura è importante, nonostante raramente abbiano “validità interna”. Nessun articolo specifica i propri errori sistematici (bias). L'EBP ha costruito la propria reputazione esaminando le motivazioni alla base di ogni data procedura, trattamento e terapia. Ciò risulta importante al fine di migliorare la pratica e quindi per garantire la sicurezza del paziente.